# Sredna Mahala, Burgas
Sredna Mahala (în bulgară Средна Махала) este un sat în comuna Ruen, regiunea Burgas,  Bulgaria. 

## Demografie
Componența etnică a satului Sredna Mahala
     Turci (83,18%)
     Bulgari (9,17%)
     Nicio identificare (7,64%)
     Altele (0%)
La recensământul din 2011, populația satului Sredna Mahala era de 327 locuitori. Din punct de vedere etnic, majoritatea locuitorilor (83,18%) erau turci, cu o minoritate de bulgari (9,17%). Pentru 7,64% din locuitori nu este cunoscută apartenența etnică.